# Lacul Tăul Păpușii
Lacul Tăul Păpușii (sau Tăul Adânc) este un lac glaciar situat în Parcul Național Retezat din Munții Retezat (Carpații Meridionali, România), la o altitudine de 2150 m. Are o suprafață de 0,29 hectare și o adâncime maximă de patru metri.
Se află la poalele vârfurilor Păpușa și Țapu, iar accesul până la el este dificil. Are forma unui fluture și este populat cu păstrăvi. Lacul este unul din izvoarele râului Bărbat.